# Ylä-Paukkaja
Ylä-Paukkaja är en sjö i kommunen Joensuu i landskapet Norra Karelen i Finland. Sjön ligger 144,6 meter över havet. Den är 22,1 meter djup. Arean är 71 hektar och strandlinjen är 4,46 kilometer lång. Sjön  ingår i Vuoksens huvudavrinningsområde.   Den ligger omkring 37 kilometer norr om Joensuu och omkring 410 kilometer nordöst om Helsingfors. 